# Absolon Stumme

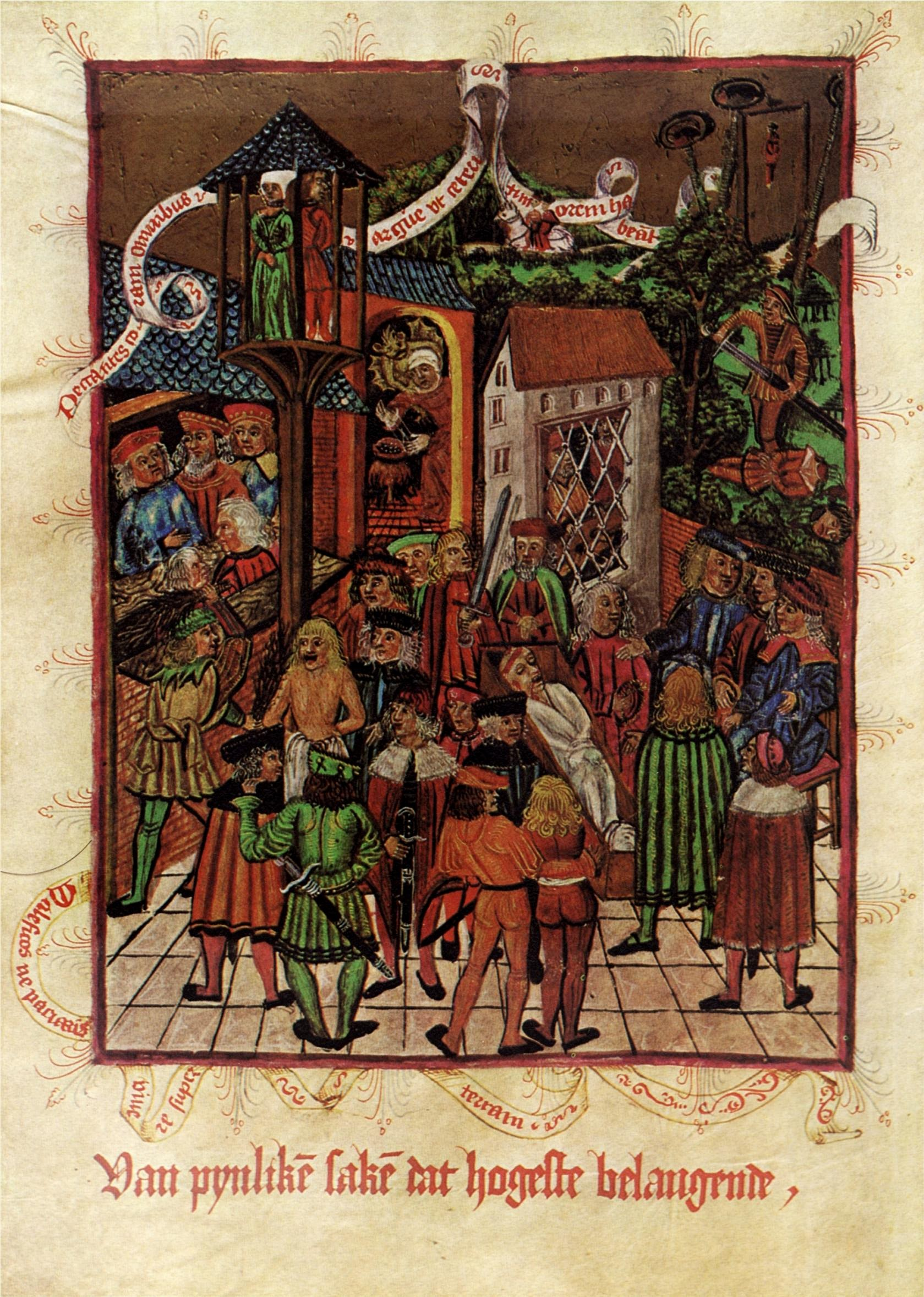
Hamburger Stadtrecht, um 1497

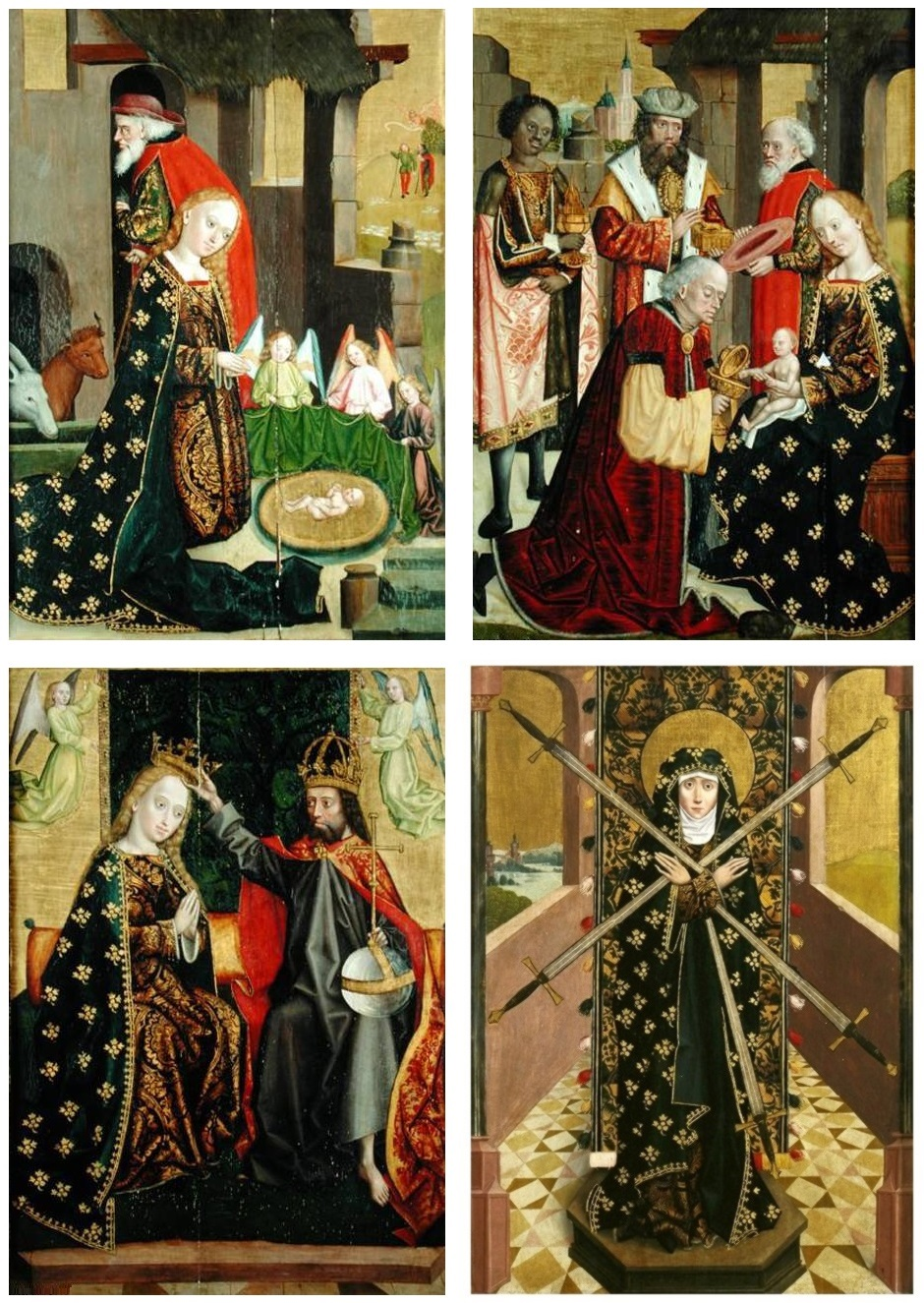
Tafel aus dem Hamburger Domaltar

Absolon Stumme († 1510) war ein norddeutscher Maler der Spätgotik, der in Hamburg wirkte.

## Leben
Stumme war vermutlich dänischer Herkunft. Er reihte sich mit der Heirat von Hans Bornemanns Witwe Gherburg als zweiter Stiefvater von Hinrik Bornemann in die einflussreiche Hamburger Künstlerfamilie ein und überlebte ihn. Gemeinsam mit Wilm Dedeke stellte er den Lukas-Altar als das Hauptwerk Hinrik Bornemanns nach dessen Tod 1499 fertig. Eine Zahlung aus dem Jahr 1499 ging jedenfalls an “Absoloni pictori pro preparatione et dipictione tabule in capella consulum hamburgensium”
Strittig ist, wer von beiden wohl der Meister des Hamburger Domaltars gewesen sein mag. Damit werden beide auch mit dem Meister der Lüneburger Fußwaschung in Verbindung gebracht. Der Hauptaltar des im Zuge der Säkularisation um 1806 abgebrochenen Mariendoms in Hamburg wurde beim Abriss von dem gerade nach Hamburg gekommenen Maler Philipp Otto Runge gerettet und kam dann durch Verkauf zunächst in das heutige Polen. Er fand ab 1834 zunächst in Einzelbilder zersägt im Remter der Marienburg Aufstellung und wurde nach dem Zweiten Weltkrieg 1946 ins Nationalmuseum nach Warschau gebracht. Zwischenzeitlich wurde er als deutsch-polnisches Gemeinschaftsprojekt restauriert.
1497 schuf er eine Tafel für den Hochaltar der Laurentiuskirche in Lunden, der beim Brand der Kirche 1559 verloren ging, 1499 den Altar in der Ratskapelle in Hamburg.
Stumme werden auch die Darstellungen des Hamburger Stadtrechts zugeschrieben.

## Werke
Zugeschrieben wurden ihm insbesondere von Carl Georg Heise eine Beweinung Christi und die Himmelfahrt des Elias im St.-Annen-Kloster Lübeck.